# Suknia

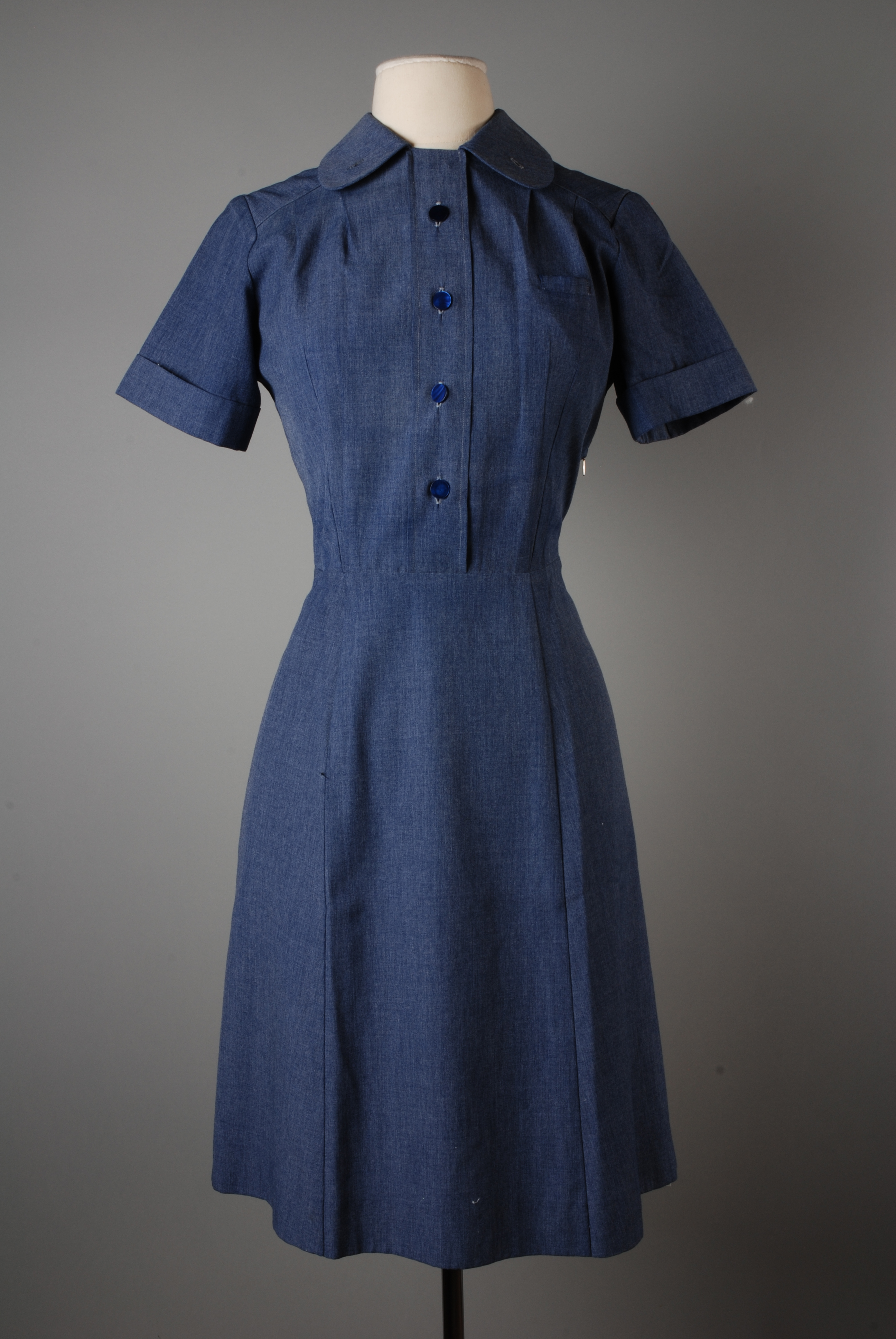
Suknia (sukienka)

Suknia (sukienka) – wierzchni jednoczęściowy strój, okrywający tułów z ramionami oraz część nóg, często także ręce. Dawniej określenie obejmowało także ubiór męski, współcześnie tylko kobiecy. 

## Historia
Suknia wyewoluowała z wczesnośredniowiecznych płaszczy i peleryn na skutek zmiany ich kroju i udoskonalenia tkanin. Za moment pojawienia się sukni uważa się upowszechnienie w połowie XV wieku wąskiego, dopasowanego do sylwetki stroju cotardie (istniało męskie i kobiece). Cotardie kobiece miało wysoki stanik, rozszerzany do połowy bioder i przechodzący w spódnicę. Stanik z przodu miał głębokie wcięcie i u góry był zakończony kołnierzem. Taki krój sukni optycznie wyszczuplał sylwetkę. 

### Przykłady sukni na przestrzeni wieków

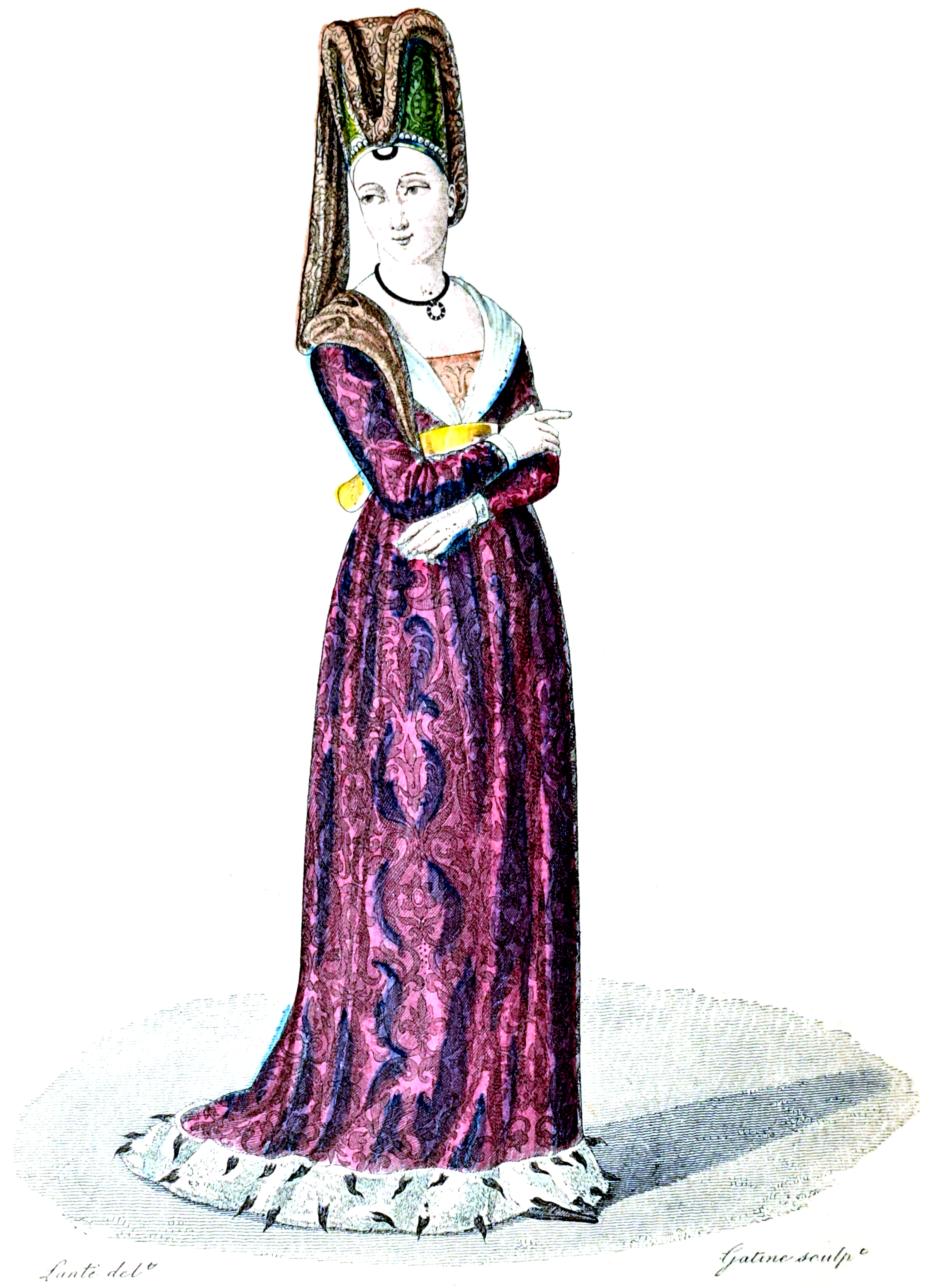
XIV wiek
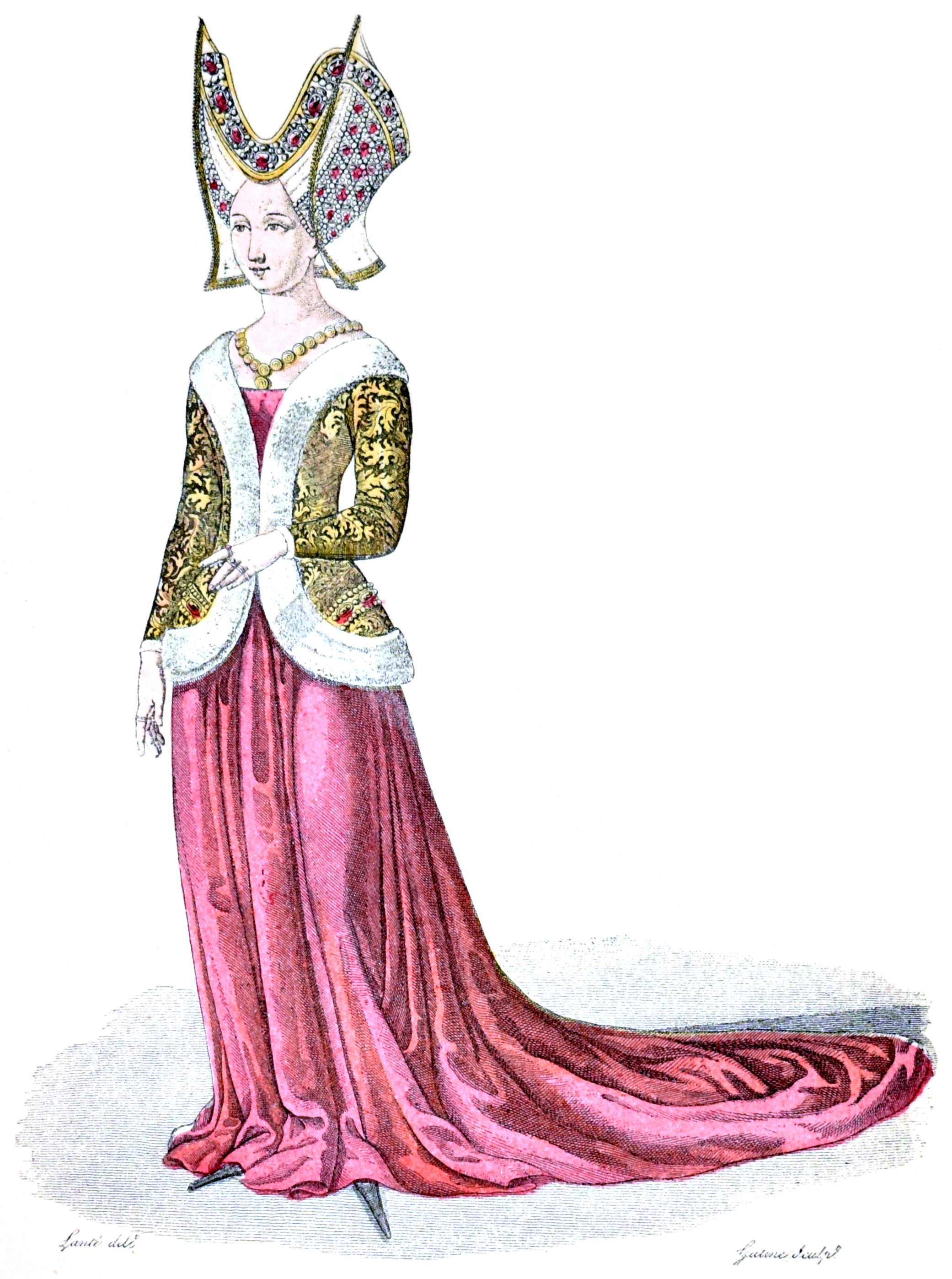
XV wiek
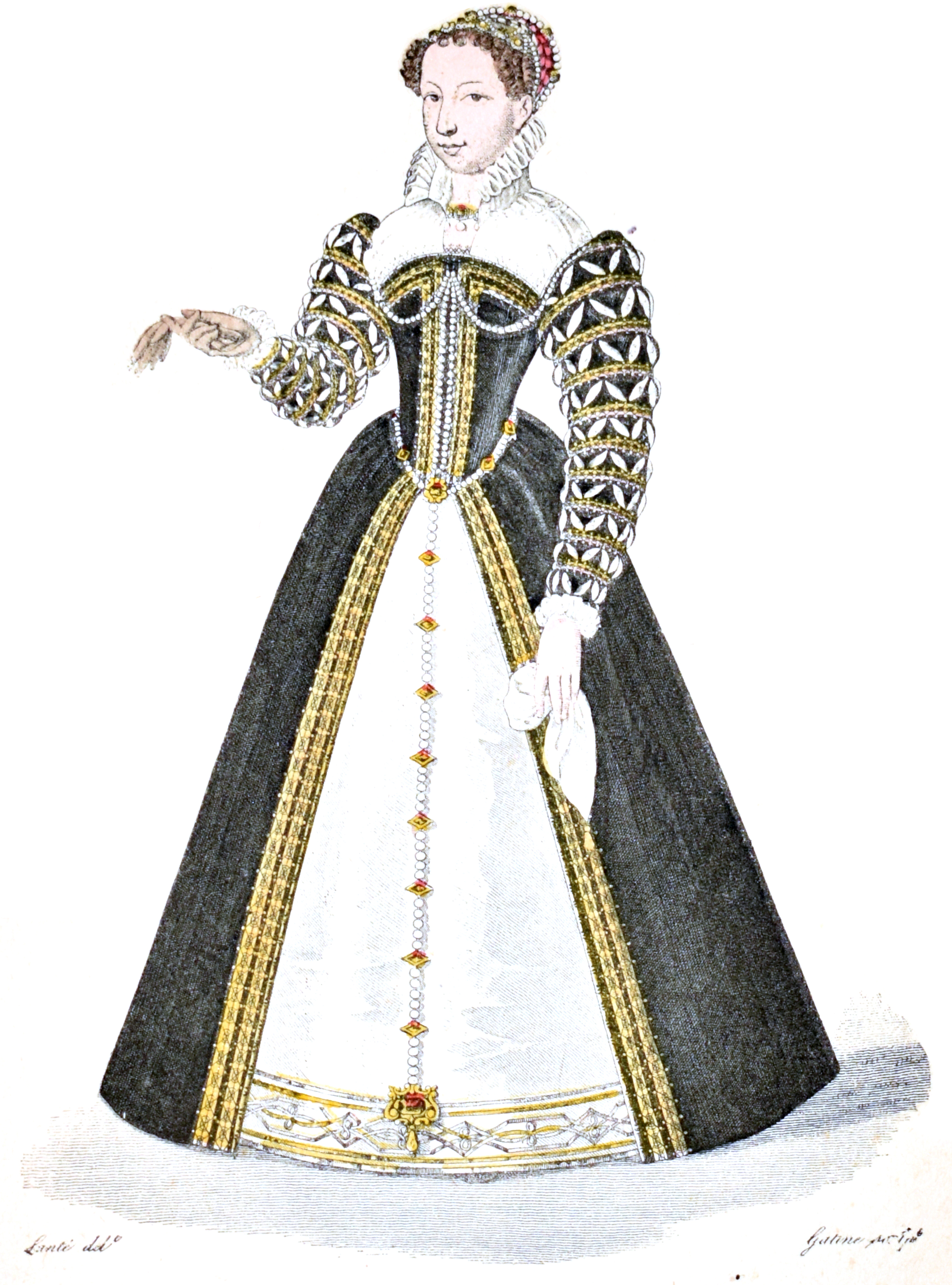
XVI wiek
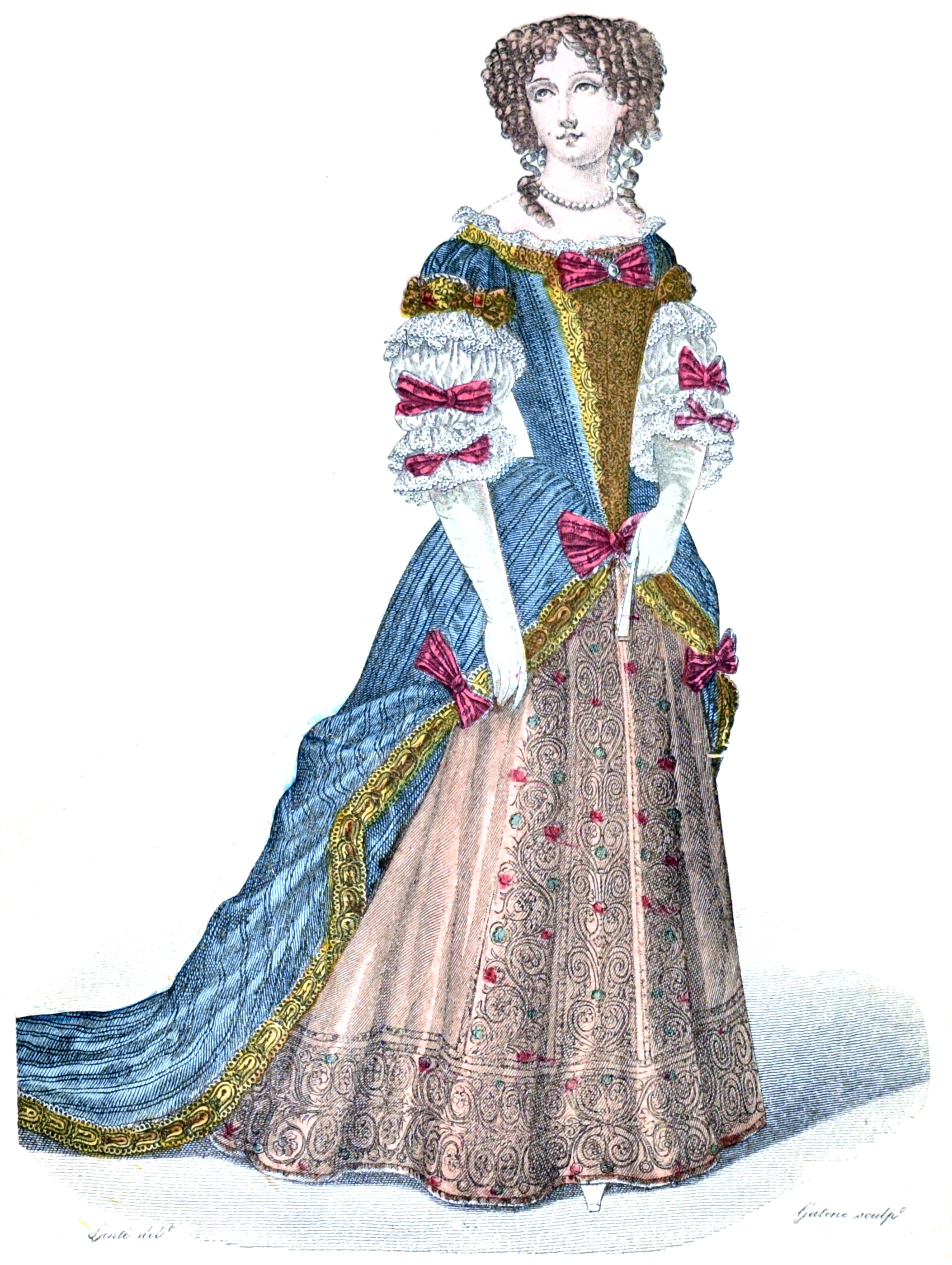
XVII wiek
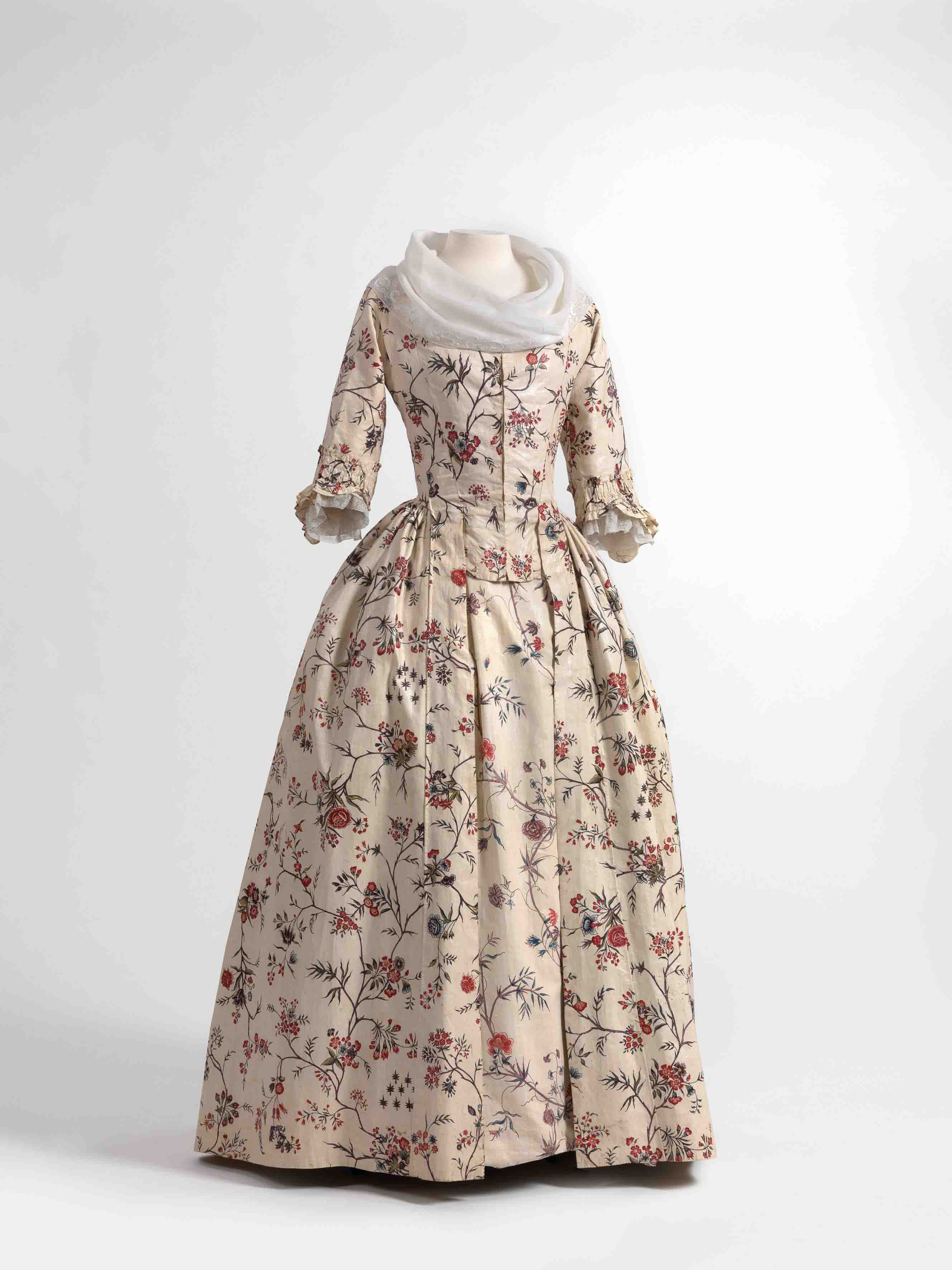
XVIII wiek
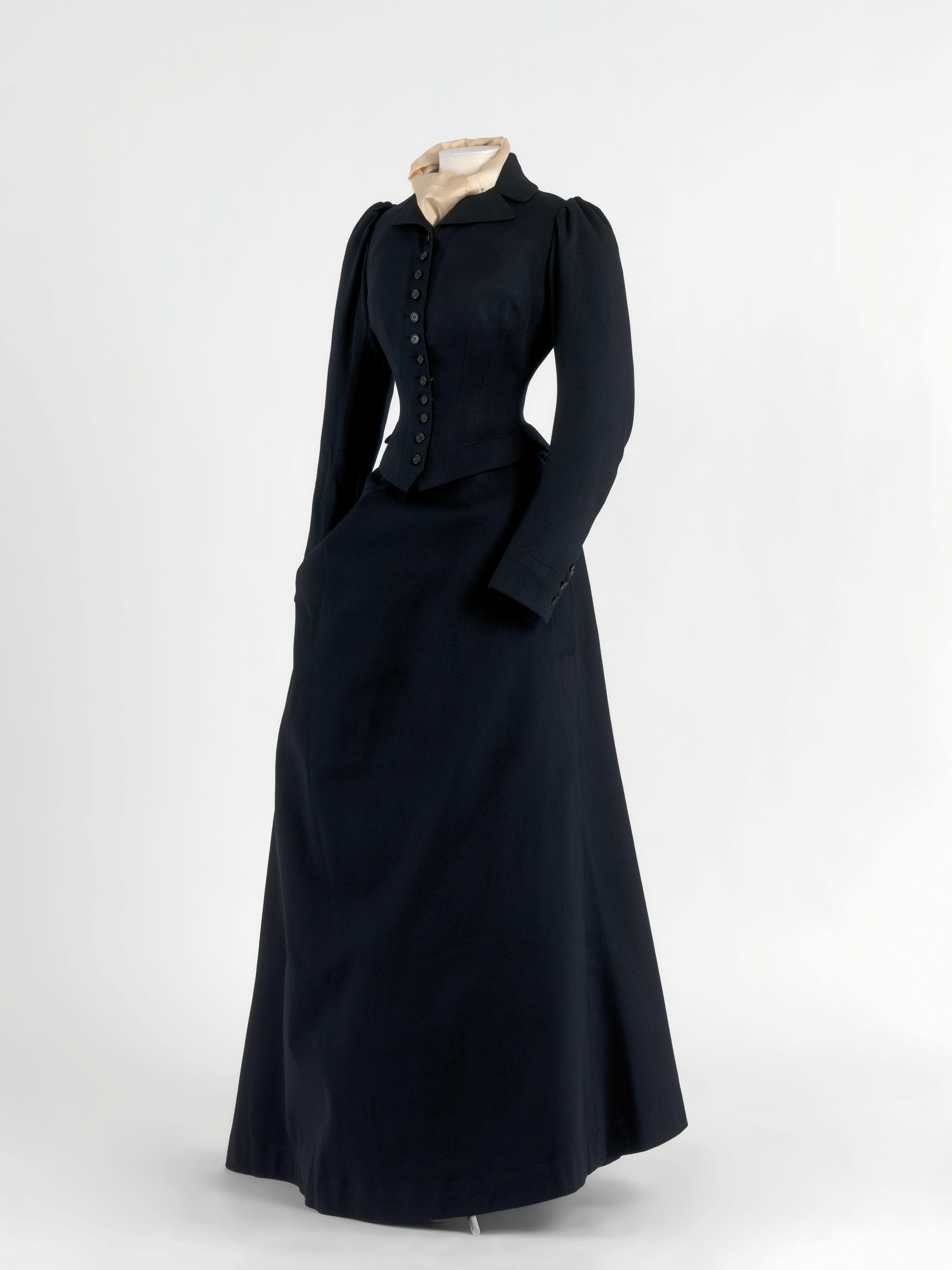
XIX wiek
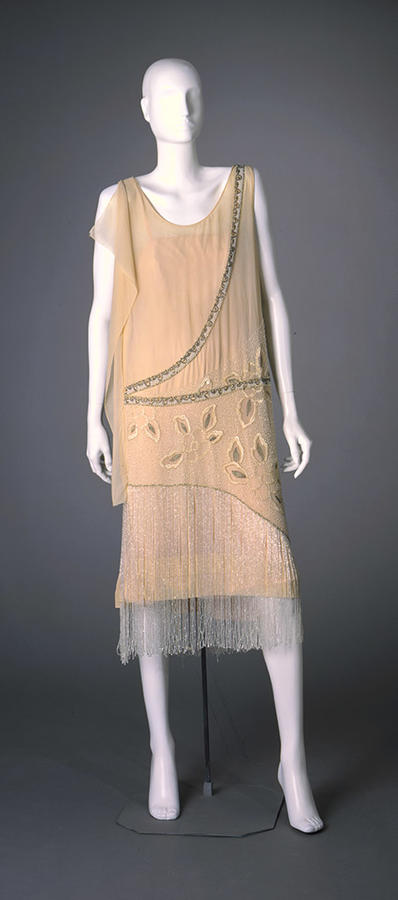
lata 20. XX wieku
lata 30. XX wieku
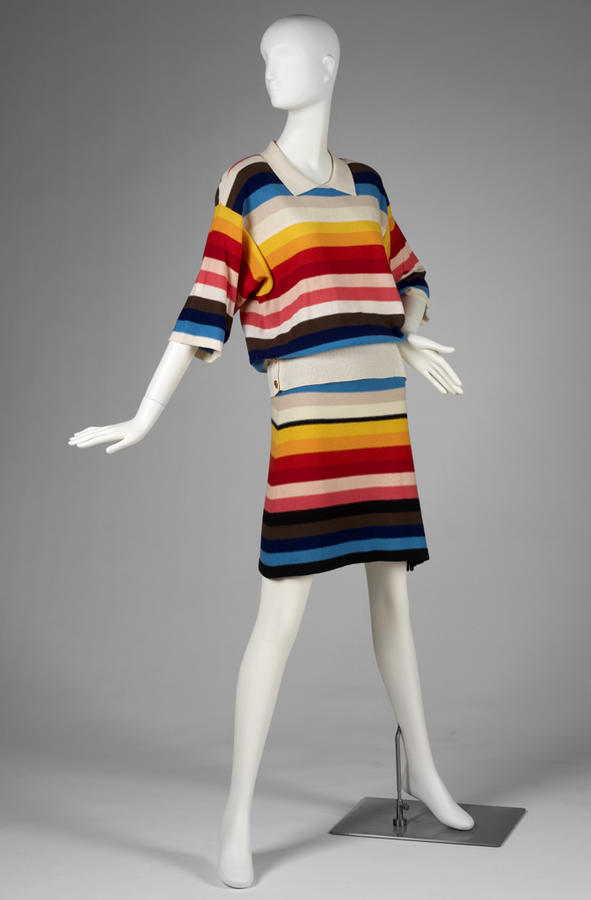
lata 80. XX wieku

## Rodzaje
| Zdjęcie | Nazwa              | Opis |
| ------- | ------------------ | --- |
|         | Suknia koktajlowa  | Krótka, sięgająca do łydek suknia, bez kołnierza i rękawów, zakładana w ciągu dnia na uroczyste lub formalne spotkanie. |
|         | "Mała czarna"      | Odmiana sukni koktajlowej lub wieczorowej, w kolorze czarnym, o długości sięgającej kolan lub krótsza. |
|         | Suknia wieczorowa  | Długa suknia, zakładana na uroczyste okazje. |
|         | Suknia ślubna      | Suknia zakładana przez pannę młodą na ceremonię ślubną. |
|         | Suknia mini        | Krótka suknia o długości sięgającej nad kolano. |
|         | Suknia dzienna     | Suknia w stylu casual, suknia na formalne okazje. |
|         | Suknia futerałowa  | Suknia zakrywająca ciało i podkreślająca kształty sylwetki. |
|         | Suknia etniczna    | Suknia w stylu ludowym lub część stroju ludowego. |
|         | Suknia karnawałowa | Suknia zakładana na karnawał. |
|         | Sukienka dziecięca | Suknia dla małych dziewczynek. |
|         | Sarafan            | Rodzaj sukni bez rękawów, czasem zakładana na bluzkę. |
|         | Suknia princesse   | Suknia princesse (princeska) – rodzaj sukni, która swoją nazwę zawdzięcza księżnej Walli Aleksandrze, na której cześć otrzymała swoją nazwę. Suknia bardzo popularna w latach 70. XIX wieku. Suknia charakteryzowała się idealnym podkreśleniem smukłej talii, pożądanej w połowie lat 70. Jej krój jest bardzo zaawansowany, a uzyskanie odpowiedniego efektu było bardzo trudne[1]. |
|         | Suknia żałobna     | Strój żałobny XIX wiek – ubiór charakteryzował się bardzo ściśle określonymi zasadami. W okresie najcięższej żałoby dla najbliższej rodziny zmarłego ubiór miał być czarny od koszuli po suknię. Niedozwolone były żadne ozdoby, ani błyszczące tkaniny. W miarę upływu czasu w stroju mogły pojawiać się niektóre dekoracyjne elementy. Tak ścisłe zasady nie dotyczyły dalszych krewnych. Po zakończeniu żałoby należało się pozbyć żałobnej odzieży, bowiem powszechnie wierzono, że pozostawienie jej w domu mogło sprowadzić kolejne zgony, choć zdaje się nie dotyczyło to wdów. |